# NGC 6289
NGC 6289 is een elliptisch sterrenstelsel in het sterrenbeeld Draak. Het hemelobject werd op 19 augustus 1884 ontdekt door de Amerikaanse astronoom Edward D. Swift.

## Synoniemen
- MCG 11-21-7
- ZWG 320.56
- ZWG 321.9
- PGC 59322